# Александрово (област Ямбол)
 За останалите български села с това име вижте Александрово.  
Александрово е село в Югоизточна България. То се намира в община Стралджа, област Ямбол.

## История
През 1864 г. селото е заселено с черкези и фигурира в турските регистри под името Хасаноглу. След 1878 г. е изселено, като черкезите бягат в Турция. Преименувано е на Александрово с административен правилник от 1883 г.

## Религии
Православно християнство.

## Обществени институции
Училище, читалище, кметство.

## Културни и природни забележителности
Полите на Странджа планина (полубалкански район)